# Enrique Maximiliano Alderete
Enrique Maximiliano Alderete (Formosa, años 1920) es un político argentino.
Empleado ferroviario con destino laboral en la estación Formosa del Ferrocarril Nacional General Belgrano fue un gran animador de los grupos y asociaciones católicas en los años cincuenta.
Al fundarse el Partido Demócrata Cristiano de Formosa, canalizó allí su sensibilidad social y vocación por el bien común. Ocupó diversos cargos en la conducción partidaria.
En 1957 fue elegido Convencional Constituyente Provincial y fue secretario de su bloque.
Suscribió el proyecto de Constitución para Formosa presentado por el bloque de convencionales del Partido Démocrata Cristiano.
- Datos: Q5833580